# McAfee Antivirus Plus
AntiVirus Plus ist ein Virenschutzprogramm des US-amerikanischen Antivirus- und PC-Sicherheitssoftware-Herstellers McAfee (früher auch unter dem Namen Network Associates bekannt). Das Programm ist als Version für Windows sowie für Mac OS X erhältlich.

## Funktionalität
Im Programmumfang enthalten sind sowohl ein Antivirenprogramm als auch eine Firewall. Mit der Browser-Erweiterung für Firefox und dem Internet Explorer McAfee SiteAdvisor werden User zudem vor schadhaften Suchergebnissen gewarnt. In der aktuellsten Version McAfee AntiVirus Plus 2014 stehen unter anderem folgende Funktionen zur Verfügung:
Anti Malware, Anti Phishing, Anti Tracking, Anti Spyware, Anti Wurm, Anti Trojaner, Scannen von komprimierten Dateien, Spamschutz, Scriptschutz, IM-Schutz, Registry-Schutz, E-Mail-Schutz

## Bewertungen
Das unabhängige österreichische Antiviren-Testlabor AV-Comparatives erhob und verglich im Mai 2017 die Erkennungsraten von insgesamt 20 unterschiedlichen Virenscannern. McAfee AntiVirus Plus wies hierbei eine im Vergleich besonders schlechte Treffsicherheit auf und gehörte zu den schlechtesten Produkten des Vergleichs. Zu ähnlich schlechten Ergebnissen kommt für Stand April 2017 auch die renommierte Stiftung AV-Test.